# Ministerio de Defensa (Croacia)
El Ministerio de Defensa de la  República de Croacia (en croata: Ministarstvo obrane Republike Hrvatske o MORH) es el Ministerio del Gobierno de Croacia, que está al cargo de los  militares de la nación. El Ministerio fue creado en 1990.

## Ministros
| Ministros         | Partido                              | Inicio del mandato       | Final del mandato        |
| ----------------- | ------------------------------------ | ------------------------ | ------------------------ |
| Petar Kriste      | Unión Democrática Croata (HDZ)       | 30 de mayo de 1990       | 24 de agosto de 1990     |
| Martin Špegelj    | Unión Democrática Croata (HDZ)       | 24 de agosto de 1990     | 2 de julio de 1991       |
| Šime Đodan        | Unión Democrática Croata (HDZ)       | 2 de julio de 1991       | 17 de julio de 1991      |
| Luka Bebić        | Unión Democrática Croata (HDZ)       | 31 de julio de 1991      | 18 de septiembre de 1991 |
| Gojko Šušak       | Unión Democrática Croata (HDZ)       | 18 de septiembre de 1991 | 3 de mayo de 1998        |
| Andrija Hebrang   | Unión Democrática Croata (HDZ)       | 11 de mayo de 1998       | 12 de octubre de 1998    |
| Pavao Miljavac    | Unión Democrática Croata (HDZ)       | 14 de octubre de 1998    | 27 de enero de 2000      |
| Jozo Radoš        | Partido Croata Social Liberal (HSLS) | 28 de enero de 2000      | 5 de julio de 2002       |
| Željka Antunović  | Partido Croata Social Liberal (SDP)  | 30 de julio de 2002      | 23 de diciembre de 2003  |
| Berislav Rončević | Unión Democrática Croata (HDZ)       | 23 de diciembre de 2003  | 12 de enero de 2008      |
| Branko Vukelić    | Unión Democrática Croata (HDZ)       | 12 de enero de 2008      | 29 de diciembre de 2010  |
| Davor Božinović   | Unión Democrática Croata (HDZ)       | 29 de diciembre de 2010  | 23 de diciembre de 2011  |
| Ante Kotromanović | Partido Croata Social Liberal(SDP)   | 23 de diciembre de 2011  | Titular                  |